# The Best of Bob Dylan
| Recensione | Giudizio |
| ---------- | -------- |
| PopMatters | 8/10     |

The Best of Bob Dylan è un album raccolta di Bob Dylan, pubblicato il 15 novembre 2005 dalla CBS Records.

## Tracce
1. Blowin' in the Wind
2. The Times They Are a-Changin'
3. Mr. Tambourine Man
4. Like a Rolling Stone
5. Rainy Day Women #12 & 35
6. All Along the Watchtower
7. Lay, Lady, Lay
8. Knockin' on Heaven's Door
9. Tangled Up in Blue
10. Hurricane
11. Forever Young
12. Gotta Serve Somebody
13. Jokerman
14. Not Dark Yet
15. Things Have Changed
16. Summer Days